# El señor de los chupetes
El señor de los chupetes és el cinquè àlbum de la historieta Super Llopis, compost per vuit capítols que són El señor de los chupetes, Primer chupete, Segundo chupete, Tercer chupete, ¡Y van...!, Cuarto chupete, ¡Chupóptero Chuper López!, El sexto chupete del apocalipsis i El fin de los chupetes.... Totes les històrietes tenen una extensió de vuit pàgines, excepte la darrera, que en té sis.

## Creació
Jan es va basar lliurement en el llibre El Senyor dels Anells per construir la història. Jan va tenir la idea quan va veure que el seu fill semblava obsessionat amb la lectura d'aquest llibre, pel que va decidir usar els xumets com a metàfora de l'addició. El Chupete Único (Xumet únic) és una paròdia de l'anell únic d'El Senyor dels Anells. Tchupón paròdia a Sàuron (en castellà Saurón).
| «                   | (castellà) "Esa historia [El Señor de los Chupetes] salió en una época en que ese libro [El Señor de los Anillos] hizo furor. Mi hijo lo tenía de cabecera, y no terminaba de leerlo y releerlo, como si no existiera nada más. (...) Esas cosas tienen de positivo que hacen leer a muchos que de otro modo no leerían... Yo lo enfoqué como una manía. El libro en sí está bastante bien, pero una cosa no quita la otra y he leído cosas mejores..." | (català) Aquesta història [El Señor de los chupetes] va sortir en una època en què aquest llibre [El Senyor dels Anells] va fer furor. El meu fill el tenia de capçalera, i no acabava de llegir-lo i rellegir-lo, com si no existís res més. (...) Aquestes coses tenen de positiu que fan llegir a molts que d'altra manera no llegirien ... Jo ho vaig enfocar com una mania. El llibre en si està força bé, però una cosa no treu l'altra i he llegit coses millors ... | » |
| — Jan, Dolmen nº 66 | | |   |

Aquest còmic té una estructura més semblant a la de la major part de les historietes llargues de Mortadel·lo i Filemó d'Ibáñez: cada capítol és un escenari i en cada un d'ells cal aconseguir un McGuffin (en el cas de Mortadel·lo es tracta de quadres, mitjons, trossos de plànol, diamants, etc.). Superllopis recorre en un sol àlbum mitja dotzena de localitzacions exòtiques (el centre de la Terra, l'Amazones, el fons de la mar, un desert, l'Himàlaia i la Lluna).

## Trajectòria editorial
La història es va publicar inicialment serialitzada als números 96 a 103 de Mortadelo Especial el 1980 i ha tingut les següents reedicions en altres formats:
- Col·lecció Olé nº5 de la col·lecció de Superlópez publicat el setembre de 1981. Va ser reeditat per Ediciones B el 1988 i el 1996.
- Super Humor Superlópez nº1 publicat el setembre de 1982 amb una 2ª Edició octubre de 1983. També va ser reeditat per Ediciones B el 1988.
- Gran Festival del cómic nº2 d'Ediciones Bruch de setembre de 1988.
- Gente menuda (3ª època) nº1-31 (1989-1990).
- Colección Fans nº5 d'Ediciones B (gener de 2003).
- Las Mejores Historietas del Cómic Español nº15 de Unidad Editorial (juliol de 2005).
- Clásicos del Humor nº11, RBA (abril de 2009).

Al tercer número de la revista Superlópez de Bruguera es va publicar un pòster de Jan basat en aquesta historieta.
A Alemanya, on el personatge va rebre el nom de Super-Meier, l'editorial Condor Verlag va publicar el 1983 els primers capítols d'aquesta aventura en el seu cinquè número, utilitzant la mateixa portada que es va utilitzar a Espanya, mentre que els captítulos finals d'aquest àlbum va ser utilitzada en el setè número.